# Покровская башня (Новгородский детинец)
Покро́вская башня — четырёхугольная башня Новгородского детинца. Выстроена в конце XVI века. Прямоугольная в плане 16 × 10,5 м с шестью боевыми ярусами. Высота башни с зубцами — 18 м, а толщина стен на уровне первого яруса более 3 м. Венчает башню тринадцатиметровый шатёр, башня выступает за пределы крепостной стены более чем на 9 м. Стены памятника прорезаны бойницами — 55 амбразур. Из всех перекрытий сохранились коробовые своды двух нижних ярусов. Древние деревянные связи заменены металлическими.

## Расположение
Башня расположена в юго-западной части Кремля.

## История
Существующей башне предшествовала башня, построенная в 1302 году.
В 1305 году Семёном Климовичем при башне, на воротах, была построена каменная церковь Покрова Богородицы, от которой башня получила своё название. К тем вратам подходила Прусская улица. Церковь была перестроена заново в 1389 году посадником Григорием Якуновичем, вероятно, эта перестройка касалась и башни. При перестройке детинца в XV веке церковь и проезжая башня быль отстроены вновь, когда возводился Малый земляной город, с тех пор башня глухая (непроезжая), так как прямого доступа к Прусской улице с тех пор не стало, а Покровская церковь тогда построена была несколько севернее, но с башней соединена.
В XVII веке, в 1660-е года башня ремонтировалась, а с конца века входит в комплекс зданий Воеводского двора, тогда же (1693—1695 гг.) Покровская церковь очередной раз была перестроена. С начала XIX века в башне была женская тюрьма, а башню называли часто ещё и «темнишной»; с 1898 года — богадельня «для престарелых обоего пола», к Октябрьской революции 1917 года остались только «призреваемые престарелые женщины». С 1920-х годов в Покровской башне размещались архивы. В 1968 году по проекту А. В. Воробьёва башня была реставрирована в формах XVI века, после чего в ней разместили знаменитый в Новгороде ресторан «Детинец».

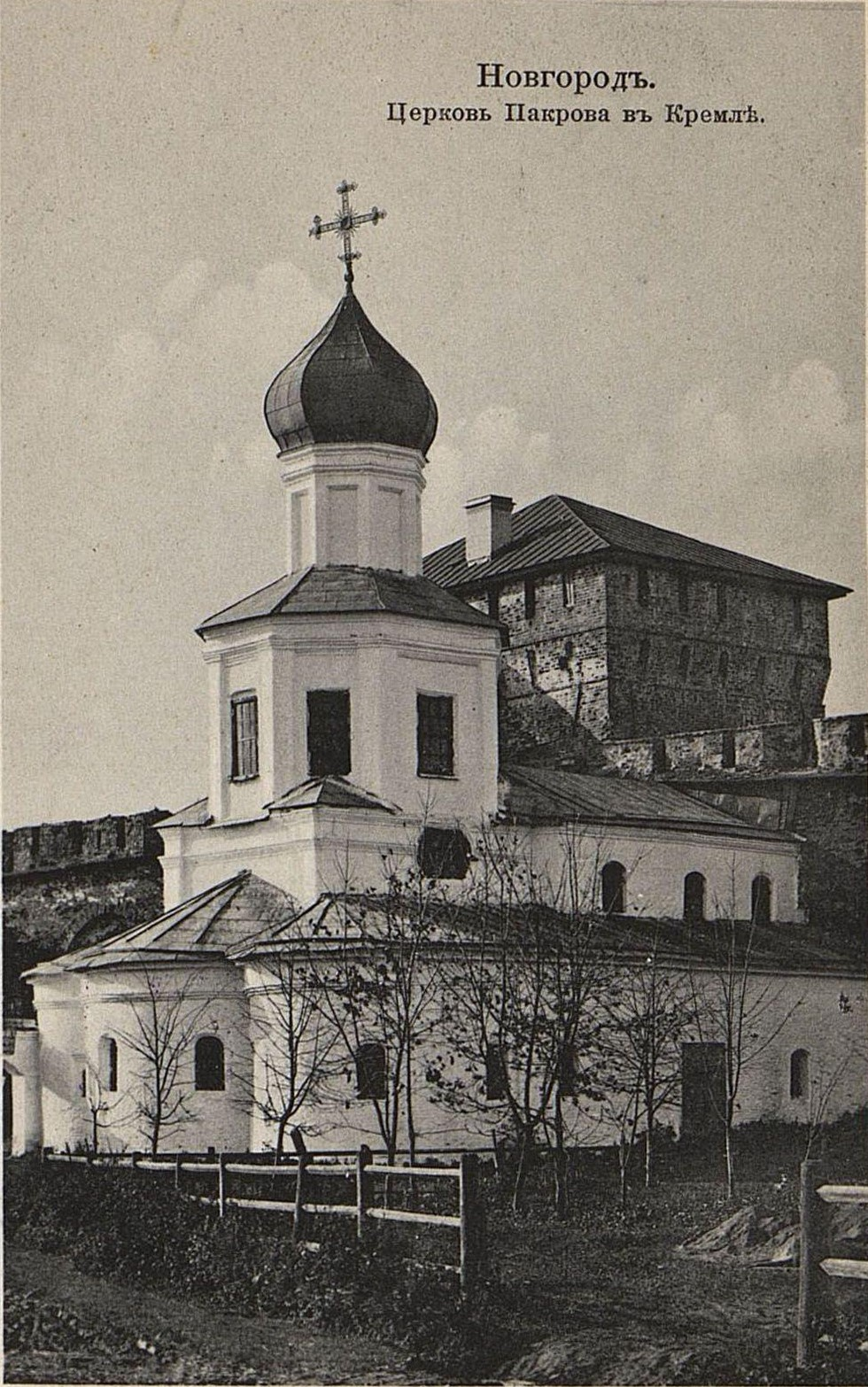
Церковь Покрова Богородицы у Покровской башни (до 1917 г.)
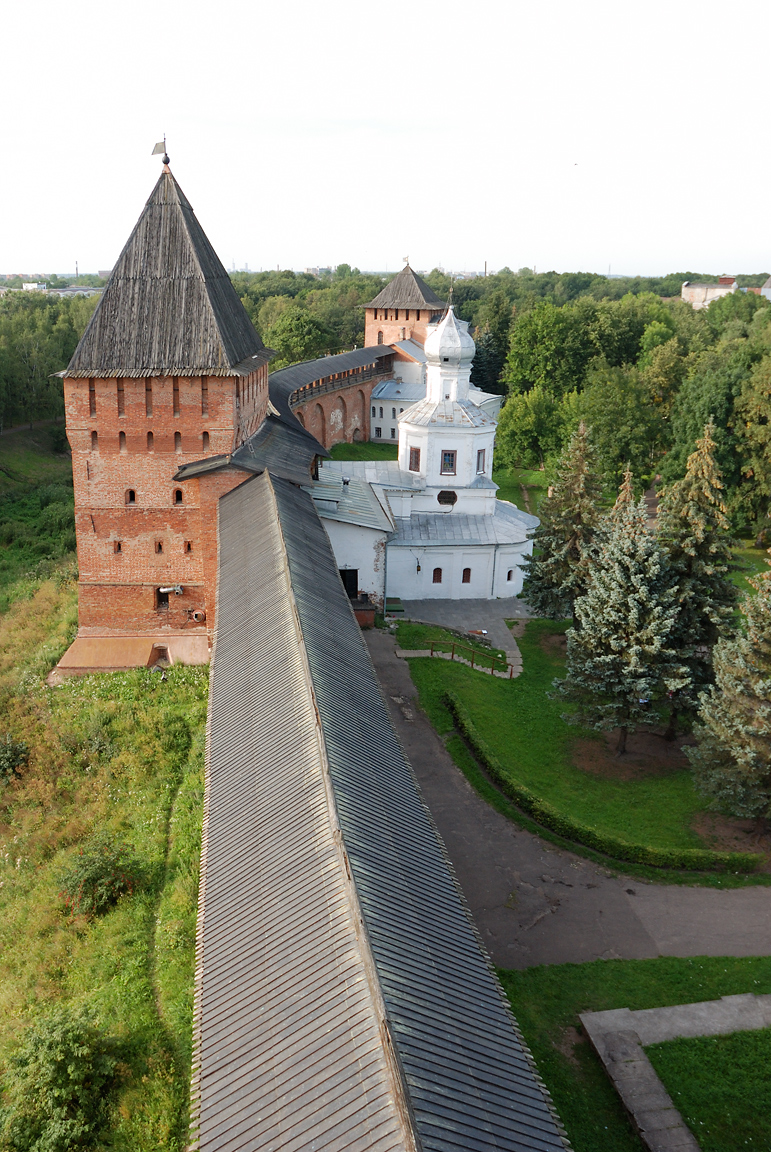
Вид на башню и церковь с башни Кокуй

## Культурное наследие
30 августа 1960 года постановлением Совета Министров РСФСР № 1327 «О дальнейшем улучшении дела охраны памятников в РСФСР» ансамбль Новгородского кремля принят под охрану как памятник государственного значения.
В 1992 году Решением юбилейного заседания Комитета Всемирного наследия ЮНЕСКО архитектурный ансамбль Новгородского кремля включён в Список Всемирного наследия.